# .wf
.wf為法國海外屬地瓦利斯和富圖納國家及地區頂級域（ccTLD）的域名。該域名於1997年11月14日啟用。所有人均能申請註冊該域名。該域名由AFNIC負責管理和註冊業務。

## 外部連結
- IANA .wf whois information（页面存档备份，存于）
- .wf official website